# Lamb (groupe)
Pour les articles homonymes, voir Lamb.
Lamb est un duo anglais de musique électronique, originaire de Manchester, dont la musique est influencée par le trip hop et le drum and bass. Il est composé du producteur Andy Barlow, qui a également produit des albums sous le pseudonyme Hipoptimist, et de la chanteuse et auteur-compositeur Lou Rhodes. Le succès commercial du groupe s'est fait avec les singles Gorecki et Gabriel.

## Biographie
D'abord constitué uniquement de Barlow et de Rhodes, le groupe s'est ensuite élargi en intégrant le bassiste Jon Thorne, le guitariste islandais Oddur Mar Runnarson et le batteur danois Nikolaj Bjerre. On peut ajouter également le trio à cordes londonien Chi 2 Strings et le trompettiste Kevin Davy, souvent invités à collaborer.
Leur premier album éponyme a été réalisé en septembre 1996. Y succéderont trois autres albums et plusieurs singles au cours des huit années suivantes, pour finir avec la réalisation en juin 2004 d'un album des meilleurs titres Best Kept Secret.
Alors qu'ils semblaient destinés à la célébrité, celle-ci leur a échappé, et au début des années 2000 ils ont perdu leur énergie et n'ont fait que quelques concerts. Cependant, selon la presse britannique, leur tournée 2004 a quand même donné lieu à des shows mémorables. Leur dernier album studio sort en octobre 2014 et s'intitule Backspace Unwind. Leur dernière représentation live enregistrée a eu lieu au Paradiso à Amsterdam en septembre 2004. Le duo avait toujours été « instable » et chacun est parti de son côté. Rhodes a abandonné brièvement le monde musical pour une communauté mais en 2006 elle a sorti son premier album solo.
Bien qu'ayant débuté à Manchester, Lamb est plus souvent associé au son trip-hop de Bristol qui était très populaire dans les années 90. À part le trip hop, le style musical du groupe est un mélange bien spécifique à lui de jazz, dub, breakbeat et drum and bass où le chant est très présent avec, dans les derniers morceaux surtout, des influences acoustiques.
Malgré le succès au Royaume-uni celui-ci est resté limité à l'étranger, à l'exception du Portugal où le groupe a eu beaucoup de succès notamment avec Gabriel, le titre phare de leur album What sound en 2001.
Le groupe s'appuie sur un travail expérimental avec un style bien distinct et des textes passionnés. Les influences de leurs vidéos vont du cyberpunk, avec le film THX 1138 de George Lucas, au bouddhisme zen.
Leur morceau le plus connu jusqu'à maintenant est de loin Górecki issu de leur premier album. La chanson est inspirée par la Troisième Symphonie, symphonie des chants plaintifs de Henryk Górecki. Une partie des paroles de la chanson a été utilisée par le réalisateur Baz Luhrmann pour certaines répliques de Satine dans Moulin Rouge. Cette chanson a également été utilisée dans une publicité pour Guinness, dans une publicité pour le jeu vidéo Tomb Raider: Underworld et dans plusieurs films dont Les Amants criminels de François Ozon. Lamb a réalisé la musique du film d'animation The Fall & Rise of the Fools Ark, un road movie fait par le duo hollandais Dadara and Jesse en 2004 dans le style des Monty Python et de Yellow Submarine.

## La reformation du groupe
Pendant l'interruption du groupe, tous deux ont travaillé à des projets en solo. Rhodes a sorti son premier album solo Beloved One sur son propre label « Infinite Bloom » en 2006, alors que Barlow a travaillé au projet « Hoof » avec Oddur Runasson entre autres (lequel a également participé au premier album de Rhodes).
en 2008 Barlow a fait plusieurs représentations scéniques,avec notamment  la chanteuse et auteur-compositeur Carrie Tree avec qui il fonde un nouveau projet intitulé « Luna Seeds ».

Barlow sort un album au début de 2011, Leap And The Net Will Appear sous le pseudo de « Lowb » certains des morceaux sont issus du projet « Luna Seeds ». 

il  a récemment produit l'album du groupe Fink "Distance and Time".
En février 2009, les organisateurs du festival anglais « The Big Chill » ont annoncé la reformation du groupe pour l'évènement qui se déroula en août 2009. Le groupe annonça par la suite deux autres apparitions, l'une au « Cactus Festival » et l'autre au « Beautiful Days Festival ». Aucune annonce n'a été faite concernant la sortie de nouveaux morceaux ou si cette tournée des festivals serait reconduite.
Lamb avait également joué au « Glastonbury Festival » le 26 juin 2009, au festival « Marés Vivas » (Porto) le 16 juillet 2009, à Prague le 30 juillet 2009 et au festival Beautiful Days le 23 août 2009.
Ils étaient également pressentis pour jouer dans d'autres festivals européens.
En Mai 2009 un e-mail a été envoyé aux fans du groupe, les informant des dates de la tournée de 2009 ainsi que du projet de sortie au cours de l'année d'un CD/DVD live enregistré au Paradiso Amsterdam en 2004.
Andy Barlow a déclaré le 3 janvier 2010 au Tivoli à Brisbane (Australie) que leur 32e concert (alors que n'en étaient prévus originellement que sept) serait leur « toute dernière représentation, mais qui sait ». Andy a poursuivi sur la page Facebook de Lambs le 7 janvier, avec le message : « J'ai la forte impression qu'il y aura d'autres spectacles de Lamb, tout cela ne donne encore pas l'impression d'avoir touché à sa fin ».
Le mardi 12 avril 2011, le programme du Montreux Jazz Festival est dévoilé avant son annonce officielle à la suite d'un « hacking » du site officiel du festival. Dans le programme, il est annoncé que Lamb donnera un concert au Miles Davis Hall le mercredi 13 juillet 2011, précédé par Black Dub et suivi par Mogwai.

## Discographie

### Albums studio
- 1996 - Lamb
- 1999 - Fear of Fours
- 2001 - What Sound
- 2003 - Between Darkness and Wonder
- 2011 - 5
- 2014 - Backspace Unwind
- 2019 - The Secret of Letting Go

### Compilations & Live
- 2004 - Back to Mine: The Voodoo Sessions
- 2004 - Best Kept Secrets: The Best of Lamb 1996-2004
- 2005 - Lamb Remixed
- 2011 - Live at Koko (Concert enregistré le 23 septembre 2009 à Londres)

## Vidéographie
- 2004 - The Fall & Rise of the Fools Ark